# Sadiq Jalal Al-Azm
Sadiq Jalal Al-Azm (Damasco, 7 novembre 1934 – Berlino, 11 dicembre 2016) è stato un filosofo siriano, Professore Emerito di Filosofia Europea Moderna all'Università di Damasco, Siria ed è stato fino al 2007 visiting professor presso il Dipartimento di Studi del Vicino Oriente all'Università di Princeton.
Il suo principale campo di specializzazione è stato per lungo tempo l'opera del filosofo tedesco Immanuel Kant, ma successivamente i suoi studi si sono focalizzati sul mondo islamico e il suo rapporto con l'Occidente, come si evince dai suoi contributi alla dissertazione sull'orientalismo. Al-Azm è stato inoltre noto come difensore dei diritti umani e come promotore della libertà intellettuale e della libertà di parola.

## Nascita e Studi
Al-Azm è nato a Damasco, Siria, da un'illustre famiglia, di proprietari terrieri di tradizione sunnita. La famiglia Al-Azm si era messa in rilievo nel XVIII secolo durante il dominio dell'Impero ottomano nella Grande Siria, che era stata acquisita dal cosmopolita impero turco nel 1516.
Al-Azm ha frequentato la scuola a Beirut, Libano, conseguendo la laurea in filosofia all'Università americana di Beirut nel 1957. Nel 1959 ha conseguito la laurea specialistica e nel 1961 il dottorato all'Università di Yale.

## Carriera
Nel 1963, al termine del dottorato, ha iniziato ad insegnare all'Università americana di Beirut. Il suo libro Al-Nakd al-Dhati Ba'da al-Hazima (Autocritica dopo la sconfitta) (Dar al-Taliah, Beirut, 1968) analizza l'impatto della Guerra dei Sei Giorni sugli Arabi. Molti dei suoi libri sono banditi nel mondo arabo (ad eccezione del Libano).
È stato professore di Filosofia Europea Moderna al Dipartimenti di Filosofia e Sociologia dell'Università di Damasco dal 1977 al 1999. Continua la sua attività di conferenziere presso università americane ed europee come professore ospite. Nel 2004, ha vinto il Premio Erasmus con Fatema Mernissi e Abdulkarim Soroush. Nel 2004 ha ricevuto il Premio Dr. Leopold Lucas assegnato dalla Facoltà di Teologia Protestante dell'Università di Tubinga. Nel 2005, gli è stata attribuita la Laurea Honoris Causa all'Università di Amburgo. 

### Controversia e arresto
Al-Azm è stato al centro di una controversia politica nel dicembre del 1969 quando è stato arrestato in latitanza con il suo editore dal governo libanese; è fuggito in Siria per poi ritornare a Beirut per consegnarsi, dove è stato in prigione ai primi di gennaio del 1970. È stato accusato di aver scritto un libro finalizzato alla provocazione di faide tra le sette religiose libanesi. Ciò è avvenuto dopo la pubblicazione in forma di libro di vari saggi precedentemente apparsi in giornali, riviste e periodici. Insieme hanno costituito il libro Naqd al-Fikr al-Dini (Critica del pensiero religioso) (Dar al-Taliah, Beirut, 1969). Nel volume, la strigliata di Al-Azm ai leader religiosi e politici e ai media che li sostenevano per il loro sfruttamento dei sentimenti religiosi dei popoli era stata implacabile e gli procurò dei nemici. Vi applicava la critica marxista-materialista alla religione, non per screditare l'impegno religioso del popolo, ma per smascherare come “i regimi arabi trovassero nella religione un sostegno da usare per calmare il pubblico arabo e coprire la propria incompetenza e i propri fallimenti resi evidenti dalla sconfitta, adottando spiegazioni religiose e spirituali per la vittoria israeliana…”
Al-Azm è stato rilasciato dal carcere a metà gennaio del 1970 dopo che “la Corte ha deciso all'unanimità di lasciar cadere le accuse presentate contro gli imputati Sadiq Al-Azm e Bashir Al-Daouk a causa di mancanza degli elementi criminali dei quali erano stati accusati." Edizioni successive di Naqd al-Fikr al-Dini includono i documenti del processo e il libro viene ancora pubblicato in arabo, anche se con un accesso limitato nel Medio Oriente. 
Al-Azm ha creduto a lungo che il suo arresto fosse motivato da altri fattori, forse un modo per “saldare i conti con i critici e i nemici” del governo. Ciò nonostante, i temi sollevati da Al-Azm in Critica del pensiero religioso continuano ad essere discussi, e sono stati pubblicati numerosi libri in arabo che hanno promosso entrambe le posizioni del dibattito. Il libro che maggiormente ha spiegato in maniera chiara la cronologia della “questione”, per usare le parole dell'autore, al di fuori del Medio Oriente, è stato nel 1971 il giornale tedesco Der Islam di Stefan Wild con un saggio intitolato “Dio e l'uomo in Libano: la questione Sadiq Al-Azm”.

### Punti di vista celebri
Al-Azm è un critico dell'Orientalismo di Edward Said, e sostiene che questo volume esprime l'essenza dell' “Occidente” nello stesso modo in cui Said critica i poteri imperiali e i loro studiosi esprimere l'essenza dell“Oriente”. In un saggio del 1981, Al-Azm scrive di Said: "lo stilista e il polemico in Edward Said sfugge molto spesso di mano al pensatore sistematico [...] troviamo spesso Said […] tracciare le origini dell'Orientalismo indietro nel tempo fino a Omero, Eschilo, Euripide e Dante. In altre parole, l'Orientalismo non è proprio un fenomeno molto moderno, come si pensava in passato, ma è il prodotto naturale di un'inclinazione della mente europea, antica e irresistibile, di rappresentare in modo errato le realtà di altre culture, popoli e lingue […]" Qui l'autore sembra dire che la “mente europea”, da Omero a Karl Marx e A.H.R. Gibb, è intrinsecamente incline a distorcere tutte le realtà umane tranne la propria.
Nel decennio successivo, Al-Azm è divenuto partecipante attivo nel dialogo sulla libertà di parola e sulla pubblicazione nel 1988 de I versetti satanici di Salman Rushdie.

## Opere tradotte in italiano
Al- Azm ha scritto numerosi libri e articoli in arabo e alcuni sono stati tradotti in lingue europee tra cui l'italiano, il tedesco, il danese e il francese.
- 2001 L'Illuminismo islamico - Il disagio della civiltà - Di Renzo Editore
- 2016 La tragedia del diavolo. Fede, ragione e potere nel mondo arabo, LUISS  University Press.